# ポール・トゥルノン

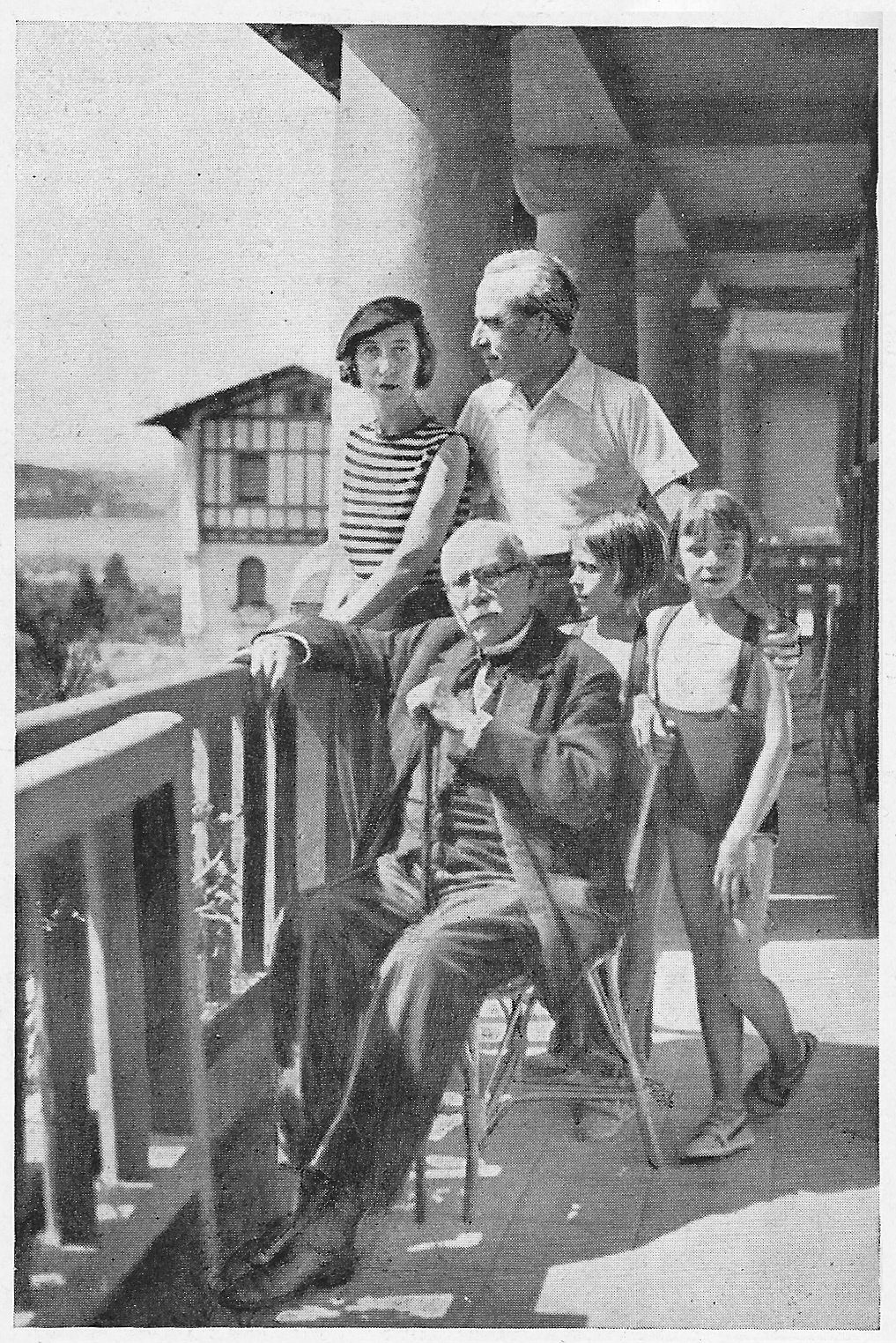
ポール・トゥルノンと義父の物理学者のエドアール・ブランリーと妻と子供と

ポール・トゥルノン（Paul Tournon、1881年2月19日 - 1964年12月22日）は、フランスの建築家。建築形態の象徴化を追求した。
エコール・デ・ボザールに学び、1911年ローマ大賞第3位。ローマ賞では首席（大賞）にはならなかったが、みずからローマへ留学し、おもにビザンチン系の建築を学んで帰国後、てがけた数々の教会に鉄筋コンクリートを素材として建物に図像感と象徴感を付与しようと試みていった。ほか、パリ万博教皇庁館のようにアール・デコ式のモチーフを多用するなどの試みもみられる。
1923年から1940年にかけては、アトリエ・パトロンをつとめる。1940年から1942年にかけては、ボザールで建築論の教授をつとめるほか、第二次世界大戦下のボザールで、学長をもつとめた。

## 主な作品
- ヴィルモンブルの教会、1926年
- エリザベートヴィルの教会、1928年
- サン・テスプリ教会、パリ、1928年
- サン・ジャック街のアパート、パリ、1933年
- ボディフェのサナトリウム、1935年
- パリ万国博覧会教皇庁館、1937年